# وحدة الحرس (الاتحاد السوفيتي)

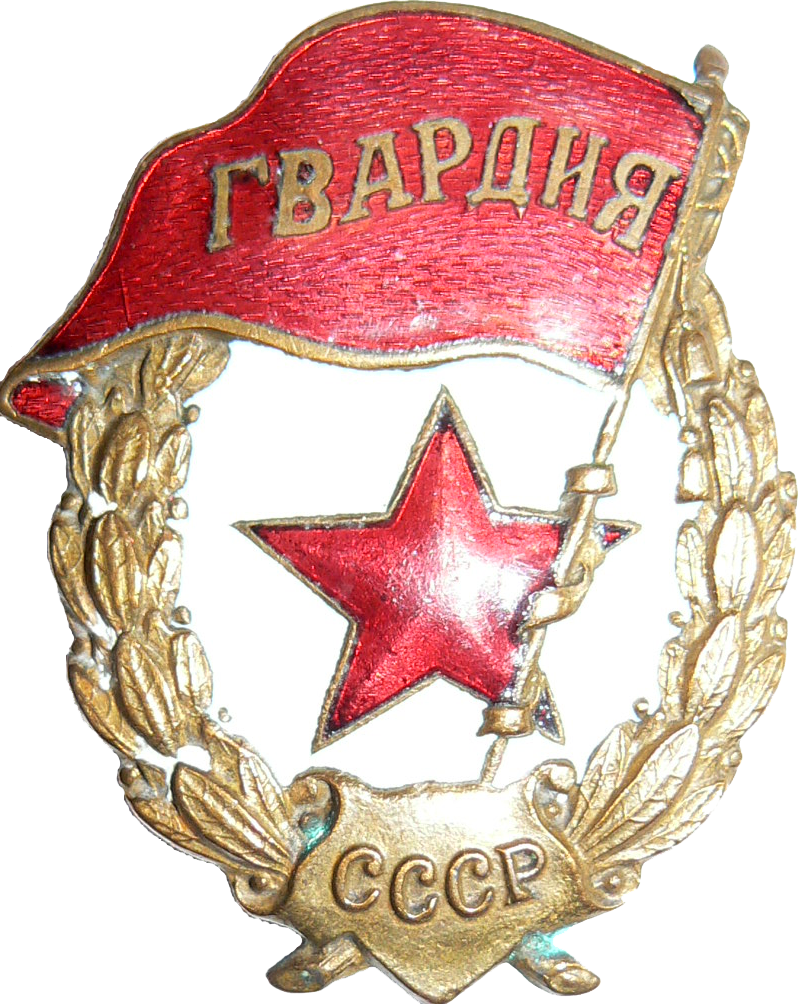
شارة الحرس السوفيتي التي يرتديها أعضاء وحدات الحرس

وحدات الحرس ( الروسية: Гвардия، رومنة: Gvardiya ) كانت وحدات النخبة والتشكيلات العسكرية في القوات المسلحة السوفيتية التي لا تزال موجودة في القوات المسلحة الروسية ودول ما بعد الاتحاد السوفيتي الأخرى. مُنحت هذه الوحدات مكانة الحرس بعد تميزها في الخدمة في زمن الحرب، ويُعتبر أنها تتمتع بمكانة النخبة. نشأ تصنيف الحرس خلال الحرب العالمية الثانية ، وجاء اسمه من الحرس الإمبراطوري الروسي والحرس الأحمر البلشفي القديم.  وشملت الفوائد العملية للمكانة ضِعف الأجر للجنود العاديين، وعادةً ما تكون الأولوية في المعدات والاستبدالات، وغالبًا ما كان التصنيف بمثابة مصدر لتعزيز الروح المعنوية وفخر الوحدة.

## تاريخ

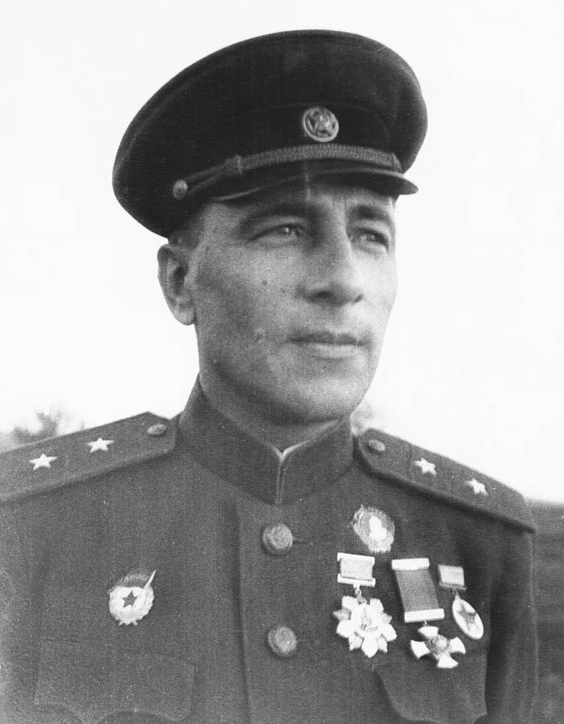
الجنرال السوفييتي ميخائيل كاتوكوف يرتدي شارة الحرس عام 1943م.

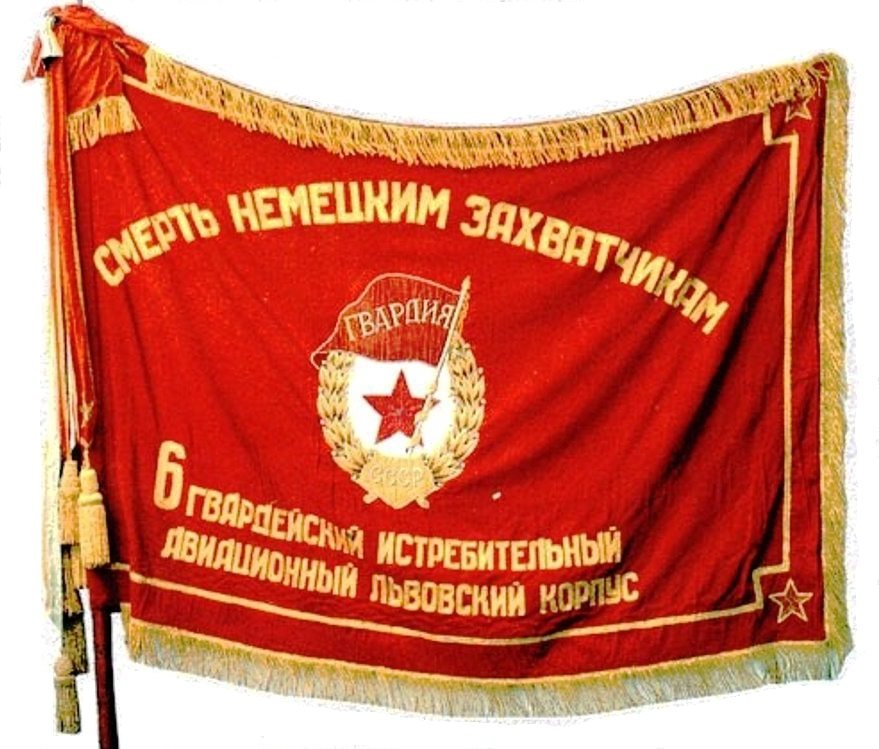
علم فرقة الحرس التابعة لفيلق الطيران المقاتل السادس للحرس.

تم إدخال لقب الحرس داخل القوات المسلحة السوفيتية لأول مرة في 18 سبتمبر 1941م، بناءً على توجيهات مقر القيادة العليا ( ستافكا ). وبموجب الأمر رقم 308 من مفوض الشعب للدفاع ، تمت إعادة تسمية فرق البنادق 100 و 127 و 153 و161 إلى فرق البنادق الأولى والثانية والثالثة والرابعة للحرس على التوالي، لخدماتهم المتميزة خلال هجوم يلنيا عام 1941م. تمت إعادة تسمية فرقة البنادق السوفيتية 316 إلى فرقة بنادق الحرس الثامنة في 18 نوفمبر 1941م، بعد بطولات رجال بانفيلوفتسي ومنحت لقب «بانفيلوفسكايا» تكريماً لقائدها الراحل إيفان بانفيلوف. بحلول نهاية عام 1941م، أصبحت فرق البنادق 107 و 120 و 64 و316 و 78 و 52 فرق بنادق الحرس من الخامسة إلى العاشرة على التوالي. وبحلول نهاية الحرب، حصل أكثر من 4,500 وحدة وتشكيل وسفينة على تسمية الحرس، بما في ذلك أحد عشر جيشًا ميدانيًا وستة جيوش دبابات و40 فيلق بنادق و117 فرقة بنادق.  ومع ذلك، لم تحصل جميع وحدات الحرس على مكانتها من خلال القتال: فقد تم تعيين جميع وحدات المدفعية المجهزة بقاذفات صواريخ كاتيوشا كوحدات حرس عند التشكيل. كما تم تشكيل الوحدات المحمولة جواً، والتي كانت تعتبر بالفعل من النخبة، كحرس بدلاً من الحصول على المكانة من خلال العمل القتالي. تم تحويل حوالي عشرين لواءً محمولاً جواً من الحرس إلى فرق بنادق الحرس من الحادي عشر إلى السادس عشر في ديسمبر 1943م.
كان تقديم اللقب بمثابة تحول بعيدًا عن الرمزية الثورية للجيش الأحمر حيث كان يشير إلى الحرس الإمبراطوري الروسي.   تلقت الوحدات والتشكيلات التي مُنحت لقب الحرس السوفيتي ألوان حرس خاصة وفقًا لقرار رئاسة مجلس السوفييت الأعلى لاتحاد الجمهوريات الاشتراكية السوفياتية. في 21 مايو 1942م، قدمت رئاسة مجلس السوفييت الأعلى لاتحاد الجمهوريات الاشتراكية السوفياتية رتب الحرس، مما سمح لجنود وحدات الحرس بإضافة اللقب إلى رتبهم، على سبيل المثال يمكن الإشارة إلى الرائد في وحدة الحرس باسم رائد الحرس ويمكن لأي جندي أن يكون حارسًا (Gvardeyets) بدلاً من مجرد رجل (جندي) من الجيش الأحمر (Krasnoarmeyets).  كما قدم المرسوم شارات الحرس التي يجب ارتداؤها على الجانب الأيمن من الصدر في جميع الزي الرسمي لتمييز أولئك الموجودين في وحدات الحرس عن الآخرين. تم توسيع نطاق مؤسسة الألوان المميزة لتشمل جيوش الحرس الميدانية والفيالق في يونيو 1943م.
كان وضع الحرس أكثر من مجرد وسام، بل كان له فوائد عملية لمن يعملون في هذه الوحدات: إذ كان المجندون في وحدات الحرس يتقاضون ضعف رواتب نظرائهم في الوحدات الأخرى، وكان ضباط الصف فما فوق يتقاضون ضعف ونصف رواتب نظرائهم في الوحدات الأخرى. وقد عززت هذه المكافآت التي تلقاها الحرس الروح المعنوية وعززت تماسك الوحدة، حيث كان الجنود يكتبون رسائل إلى منازلهم يُبلغونهم فيها بحصولهم على هذا الوضع.  كما أدى وضع الحرس إلى إعطاء أولوية أعلى للبدائل والمعدات مقارنةً بالوحدات العادية، على الرغم من أنها كانت لا تزال تعاني من نقص في القوة بحلول عام ١٩٤٤م بسبب ارتفاع معدلات الإصابات واستخدامها المتكرر في الهجمات.  وفي محاولة للحفاظ على نخبة وحدات الحرس، وجهت مفوضية الدفاع الشعبية في ديسمبر ١٩٤١م إرسال أفراد الحرس الجرحى، باستثناء المصابين بجروح خطيرة فقط، إلى المستشفيات القريبة من خط المواجهة حتى يتمكنوا من العودة إلى وحداتهم، حفاظًا على «الطبيعة الخاصة» لأفرادهم و«التقاليد العسكرية». تم التأكيد على هذه الجهود في وثيقة لهيئة الأركان العامة صدرت في فبراير ١٩٤٤م، حذّرت من تجنيد سكان محليين من الأراضي المحتلة، «عناصر إجرامية وخونة محتملين للوطن الأم»، في وحدات الحرس خلال التجنيد المتسرع للجيش الأحمر في أواخر الحرب للمدنيين في المناطق التي مروا بها. على الرغم من هذه الجهود، فقد تأثر تماسك وحدات الحرس بجودة الاستبدال، كما يتضح من تقييم قائد الجيش فاسيلي تشيكوف في يناير ١٩٤٣م بأن وحدات الحرس «لم تكن مختلفة كثيرًا» عن الفرق الأخرى، والذي ذكر حالات فرار من فرقة بنادق الحرس الثالثة عشرة.  كما بذلت وحدات مقاتلات الحرس التابعة لسلاح الجو جهودًا للاحتفاظ بالأفراد، حيث ركّز فوج الطيران المقاتل التاسع التابع للحرس اثني عشر طيارًا متفوقًا حققوا أكثر من عشرة انتصارات. 
منذ مارس ١٩٤٢م، تم تنظيم فرق بنادق الحرس على جدول تنظيم ومعدات مختلف عن فرق البنادق القياسية التي زادت من تخصيصها للأفراد والمدفعية وأسلحة دعم المشاة.  تلقت فرق بنادق الحرس كتيبة مدفعية هجومية عضوية من طراز SU-76 لتحل محل وحدة المدفعية المضادة للدبابات المقطورة في ديسمبر ١٩٤٤م، والتي لم تتضمنها فرق البنادق القياسية حتى بعد نهاية الحرب. في حين أن فرق البنادق العادية ستصبح أقل قوة بشكل خطير مع تقدم الحرب وانخفاض مجموعة القوى العاملة من المجندين المشاة، فقد بُذلت جهود للحفاظ على فرق بنادق الحرس بقوة أعلى: تم تفويض فرقة بنادق الحرس بـ 10,670 جنديًا مقارنة بـ 9,435 من نظيرتها العادية.  وعلى نطاق أوسع، انعكست فوائد وضع الحرس في الجيوش الميدانية التي سميت بالحرس، والتي تم تخصيص فيلق أو فيلقين من الدبابات أو الآليات لإجراء محاصرة المدافعين الألمان بعد نجاحهم في معركة ستالينچراد .  كانت جيوش الحرس تميل إلى امتلاك عدد أكبر نسبيًا من المدفعية والدبابات المخصصة مقارنة بالجيوش الميدانية العادية.  نص أمر ستافكا الصادر في أبريل ١٩٤٣م على أنه يجب استخدام فيالق وجيوش الحرس فقط للهجمات أو الهجمات المضادة وسحبها من خط المواجهة للتدريب بدلاً من تكبد خسائر في الدفاع المطول. 
بعد نهاية الحرب ، تم مكافأة جيوش الحرس التي لعبت دورًا رئيسيًا في الهزيمة النهائية لألمانيا النازية ومعركة برلين باختيارها كوحدات لحماية منطقة الاحتلال السوفييتي في ألمانيا ؛ حيث أصبحت فيما بعد جوهر ونواه مجموعة القوات السوفييتية في ألمانيا التي واجهت قوات حلف شمال الأطلسي المتمركزة في ألمانيا الغربية خلال الحرب الباردة. 
منذ تفكك الاتحاد السوفيتي عام ١٩٩١م، احتفظت بيلاروسيا وروسيا وكازاخستان وقيرغيزستان بتسميات الحرس للوحدات العسكرية. احتفظت أوكرانيا بتسميات الحرس حتى عام ٢٠١٦م عندما انفصلت عن تقاليدها العسكرية السوفيتية بسبب الحرب في دونباس.  في روسيا، أصبح لواء الحرس الخاص الثاني والعشرون سبيتسناز أول وحدة في القوات المسلحة الروسية تحصل على اللقب في عام ٢٠٠١م، لأدائها خلال الحرب الشيشانية الثانية. في السنوات اللاحقة، حصلت المزيد من الوحدات الروسية على اللقب، بما في ذلك العديد منها خلالالحرب الروسية الأوكرانية عام ٢٠٢٢م. 

## شارات

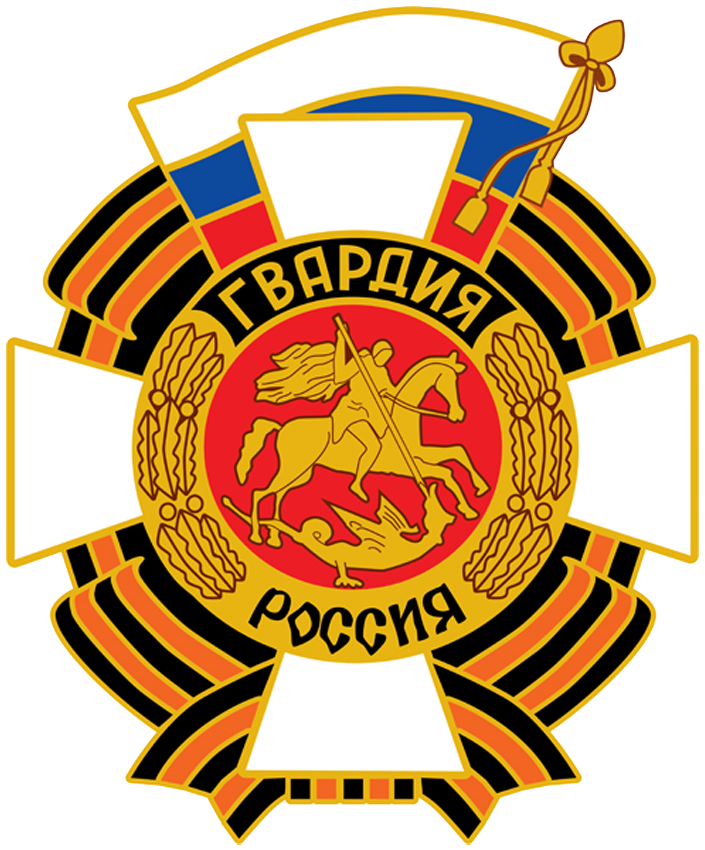
شارة الحرس الروسي السابق ( 1994–2010 )
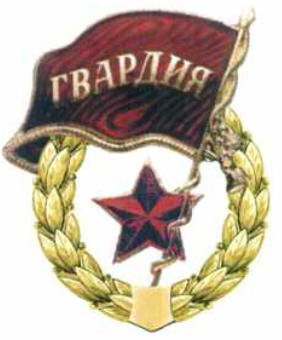
شارة الحرس الروسي السابق ( 2011–2024 )
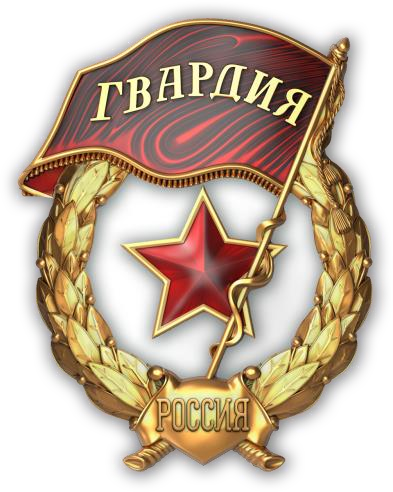
شارة الحرس الروسي الحالية ( 2024-present )
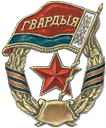
شارة الحرس البيلاروسي
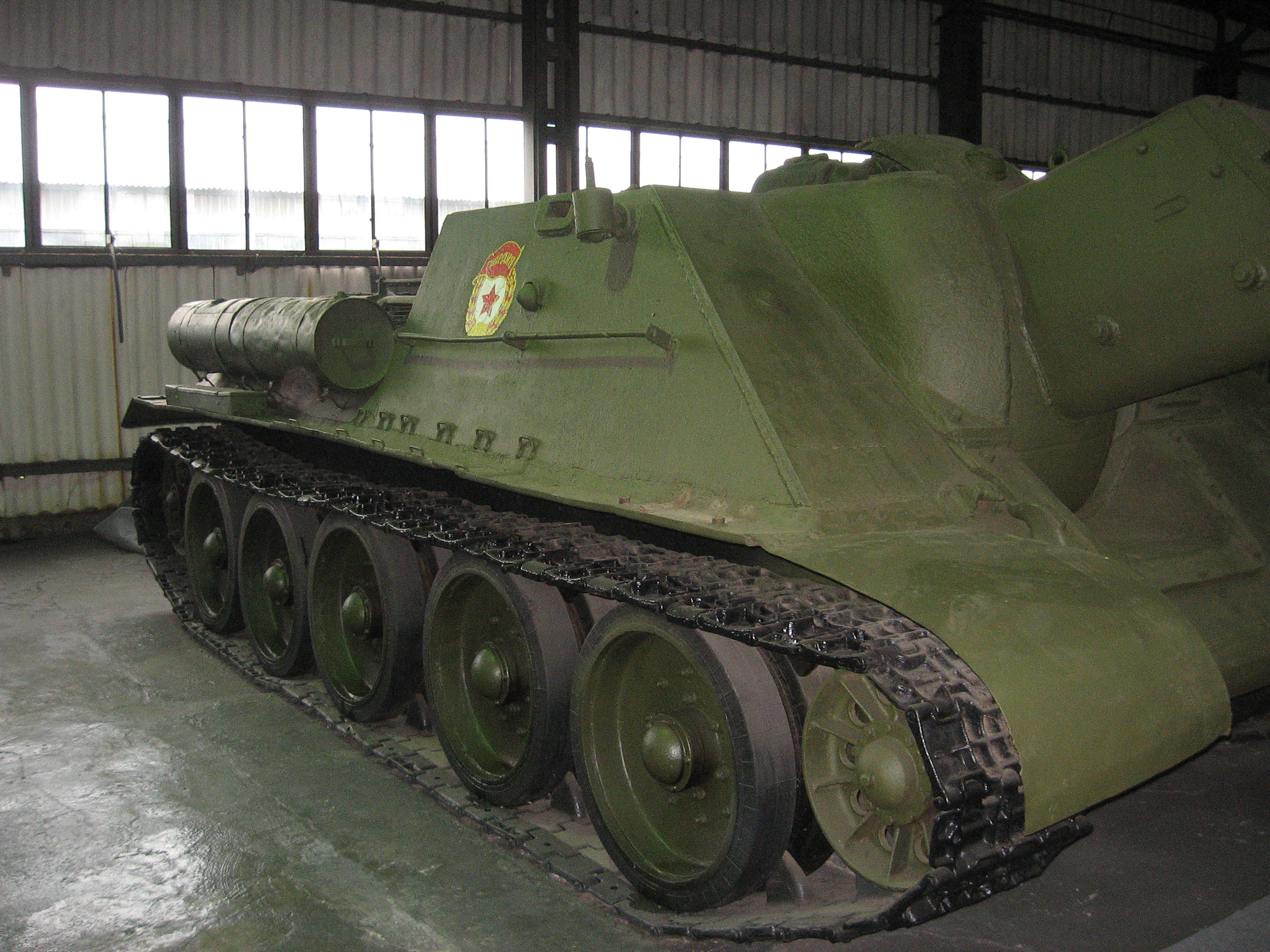
شعار الحرس السوفيتي على مدفع ذاتي الحركة من طراز SU-122
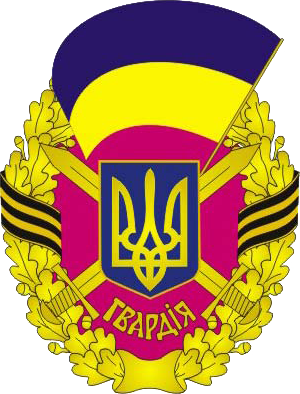
شارة الحرس الأوكراني (حتى عام 2016)
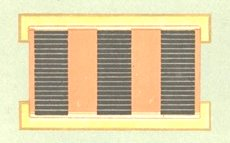
شارة الحرس المذهبة التي يرتديها الضباط البحريون وضباط الصف ( 1942–1961 )
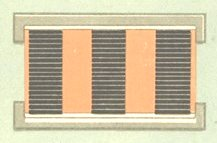
شارة الحرس الفضي التي يرتديها الضباط المجندون وضباط الصف ( 1942–1961 )
تم استخدام العلم البحري من قبل سفن الحرب والقوارب الحربية التابعة للبحرية السوفيتية ( 1942–1950 )
تم استخدام العلم البحري من قبل سفن حربية تابعة للحرس الأحمر وقوارب حربية تابعة للبحرية السوفيتية ( 1950–1992 )
تم استخدام العلم البحري من قبل سفن حرس الحدود وقوارب قوات الحدود السوفيتية ( 1950–1964 )
إعادة إنشاء SVG لشعار الحرس السوفيتي
شارة حرس جيش الشعب الكوري
الوجه الأمامي لعلم جيش الشعب الكوري لوحدات الحرس فقط ( 1948–1961 )
الوجه الخلفي لعلم جيش الشعب الكوري لوحدات الحرس فقط ( 1948–1961 )
الوجه الأمامي لعلم الفرقة المدرعة 105 للجيش الشعبي الكوري ( 2023–present )
الوجه الخلفي لعلم الفرقة المدرعة 105 للجيش الشعبي الكوري ( 2023–present )
علم البحرية لوحدات الحرس البحري الشعبي الكوري